# Teletipo

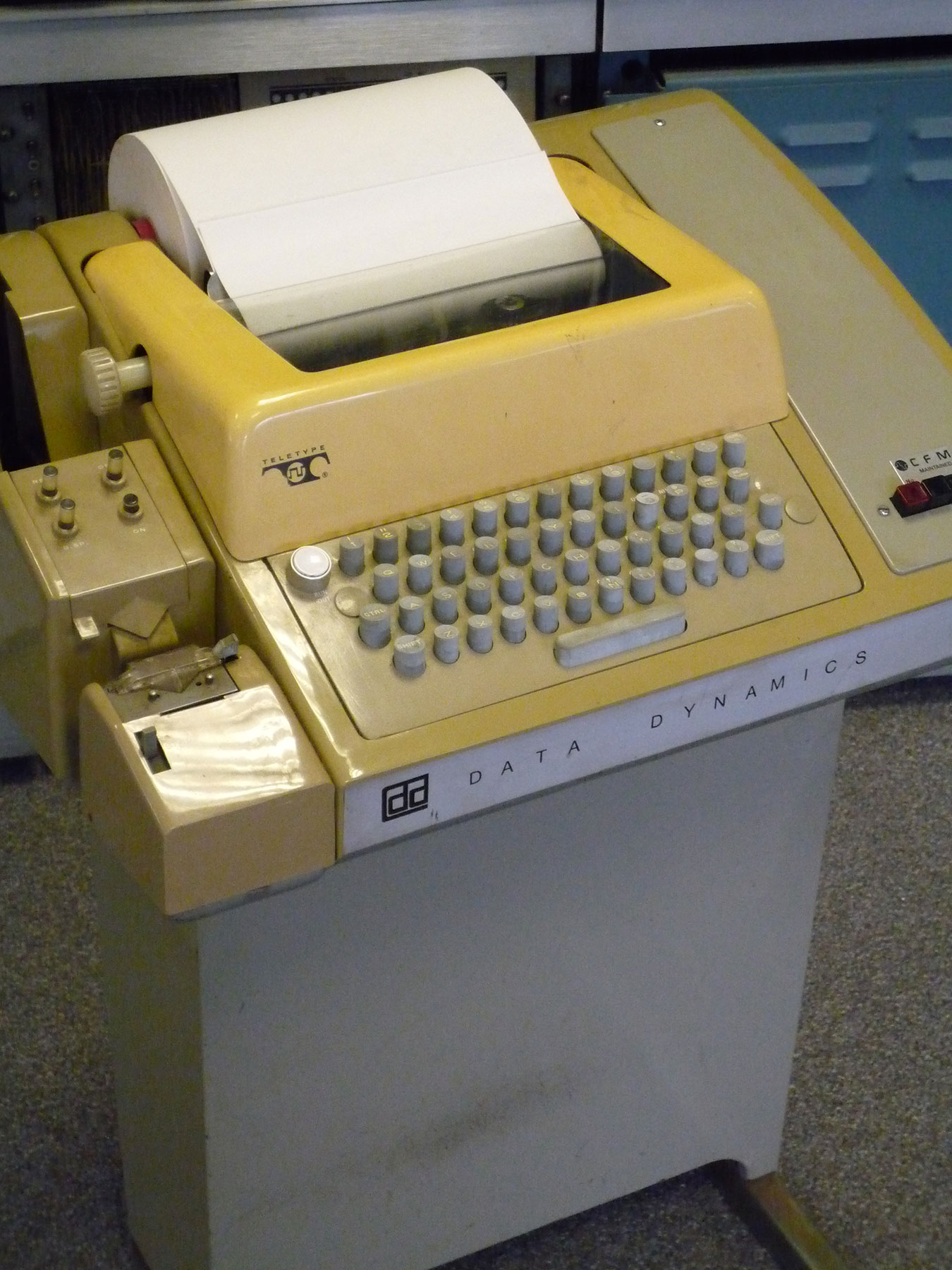
Um teletipo, modelo 33ASR.

Um teletipo é uma máquina de escrever eletromecânica para transmissão de dados, agora obsoleto devido às modernas tecnologias de telecomunicação. Foi utilizado durante o Século XX para enviar e receber mensagens mecanografadas, ponto a ponto e ponto a multi pontos, através de um canal de comunicação simples. O teletipo usava código ASCII. As formas mais modernas do equipamento foram fabricadas com componentes eletrônicos, utilizando um monitor no lugar da impressora. Um dos predecessores do teletipo foi utilizado na bolsa de valores desde a década de 1870 como forma de imprimir texto transmitido por cabo. Era utilizada uma máquina de escrever especialmente desenhada para enviar informação da bolsa por telégrafo para as impressoras.
No Brasil essa máquina funcionou com muita precisão na década de 70 nas estações da Estrada de Ferro Vitória a Minas, da CVRD - Companhia Vale do Rio Doce. A extensa rede viária iniciando na estação Pedro Nolasco (em Cariacica - ES) percorrendo o estado em direção a Minas Gerais, ate Belo Horizonte ou Itabira, contavam antes com o sistema de transmissão via telegrafo que controlava o fluxo das composições (ou trens) em circulação dando segurança para os maquinistas que recebiam mensagens e transferia para outras estações. Alem da telefonia a Vale do Rio Doce implantou o sistema do teletipo em estações pela velocidade da comunicação, onde o Agente Ferroviário datilografava a mensagem que era gravada em fita perfurada e depois usada no dispositivo de transmissão.
Para se ter uma ideia da velocidade das informações transmitidas, era possível enviar uma mesma mensagem para todas as estações no trecho  de Pedro Nolasco - ES, a Governador Valadares -MG em menos de cinco minutos.
Ademais, sua utilização pela grande imprensa nacional, no principiar do século XX, possibilitou uma evolução técnica sem precedentes para o noticiário internacional, contribuindo para a evolução da mídia brasileira.
Este mesmo sistema substituiu o telégrafo e a utilização do código Morse pela CVRD e pelos correios na emissão de telegramas. Com o progresso da informática tanto um quanto o outro sistema tornaram-se obsoletos com o advento da tecnologia celular e da internet.